# Lepidodactylus lugubris
Lepidodactylus lugubris är en ödleart som beskrevs av  Duméril och BIBRON 1836. Lepidodactylus lugubris ingår i släktet Lepidodactylus och familjen geckoödlor. Inga underarter finns listade i Catalogue of Life.